# Paspalum monostachyum
Paspalum monostachyum là một loài thực vật có hoa trong họ Hòa thảo. Loài này được Vasey ex Chapm. mô tả khoa học đầu tiên năm 1883.